# Гірськолижний спорт на зимових Азійських іграх 1996
Змагання з гірськолижного спорту на зимових Азійських Іграх 1996 проводилися в Харбіні (Китай) з 5 по 8 лютого. Було проведено 4 змагання — 2 для жінок та 2 для чоловіків.

## Медалісти
Чоловіки
| Дисципліна               | Золото                      | Срібло                   | Бронза                      |
| ------------------------ | --------------------------- | ------------------------ | --------------------------- |
| Гігантський слалом       | Кента Уракі Японія          | Хо Син Ук Південна Корея | Пьон Чон Мун Південна Корея |
| Супер гігантський слалом | Пьон Чон Мун Південна Корея | Кента Уракі Японія       | Адзумі Тадзіма Японія       |

Жінки
| Дисципліна               | Золото                   | Срібло                   | Бронза                |
| ------------------------ | ------------------------ | ------------------------ | --------------------- |
| Гігантський слалом       | Ольга Ведяшева Казахстан | Фумійо Уемура Японія     | Томомі Сато Японія    |
| Супер гігантський слалом | Фумійо Уемура Японія     | Ольга Ведяшева Казахстан | Дзюнко Ямакава Японія |

## Таблиця медалей
| Місце | Країна         | Золото | Срібло | Бронза | Загалом |
| ----- | -------------- | ------ | ------ | ------ | ------- |
| 1     | Японія         | 2      | 2      | 3      | 7       |
| 2     | Південна Корея | 1      | 1      | 1      | 3       |
| 3     | Казахстан      | 1      | 1      | 0      | 2       |
| Разом | Разом          | 4      | 4      | 4      | 12      |

## Результати

### Чоловіки

#### Гігантський слалом
| Місце | Атлет                       | Час     |
| ----- | --------------------------- | ------- |
| 1     | Кента Уракі Японія          | 2:03.31 |
| 2     | Хо Син Ук Південна Корея    | 2:03.73 |
| 3     | Пьон Чон Мун Південна Корея | 2:04.21 |

#### Супер гігантський слалом
| Місце | Атлет                       | Час     |
| ----- | --------------------------- | ------- |
| 1     | Пьон Чон Мун Південна Корея | 1:22.58 |
| 2     | Кента Уракі Японія          | 1:22.81 |
| 3     | Адзумі Тадзіма Японія       | 1:22.82 |

## Результати

### Жінки

#### Гігантський слалом
| Місце | Атлет                    | Час     |
| ----- | ------------------------ | ------- |
| 1     | Ольга Ведяшева Казахстан | 1:44.71 |
| 2     | Фумійо Уемура Японія     | 1:45.28 |
| 3     | Томомі Сато Японія       | 1:46.97 |

#### Супер гігантський слалом
| Місце | Атлет                    | Час     |
| ----- | ------------------------ | ------- |
| 1     | Фумійо Уемура Японія     | 1:09.57 |
| 2     | Ольга Ведяшева Казахстан | 1:09.81 |
| 3     | Дзюнко Ямакава Японія    | 1:11.45 |